# 구시비키정
구시비키정(櫛引町)은 야마가타현 히가시타가와군에 존재했던 정이다.
2005년 10월 1일에 쓰루오카시, 후지시마정, 하구로정, 아사히촌, 아쓰미정이 신설 합병해 새로운 쓰루오카시가 되어 소멸하였다.

## 역사
- 1889년 4월 1일 - 정촌제 시행과 함께 -  히가시타가와군 야마조에촌, 구로카와촌이 성립하였다.
- 1954년 12월 1일- 야마조에촌, 구로카와촌과 합병해 구시비키촌이 탄생하였다.
- 1966년 12월 1일 - 정으로 승격하였다.
- 2005년 10월 1일 - 합병으로 쓰루오카시가 되었다.

## 교통

### 공항
- 쇼나이 공항

### 도로
- 야마가타 자동차도 구시비키PA
- 국도 112호선